# Langue française en Vallée d'Aoste

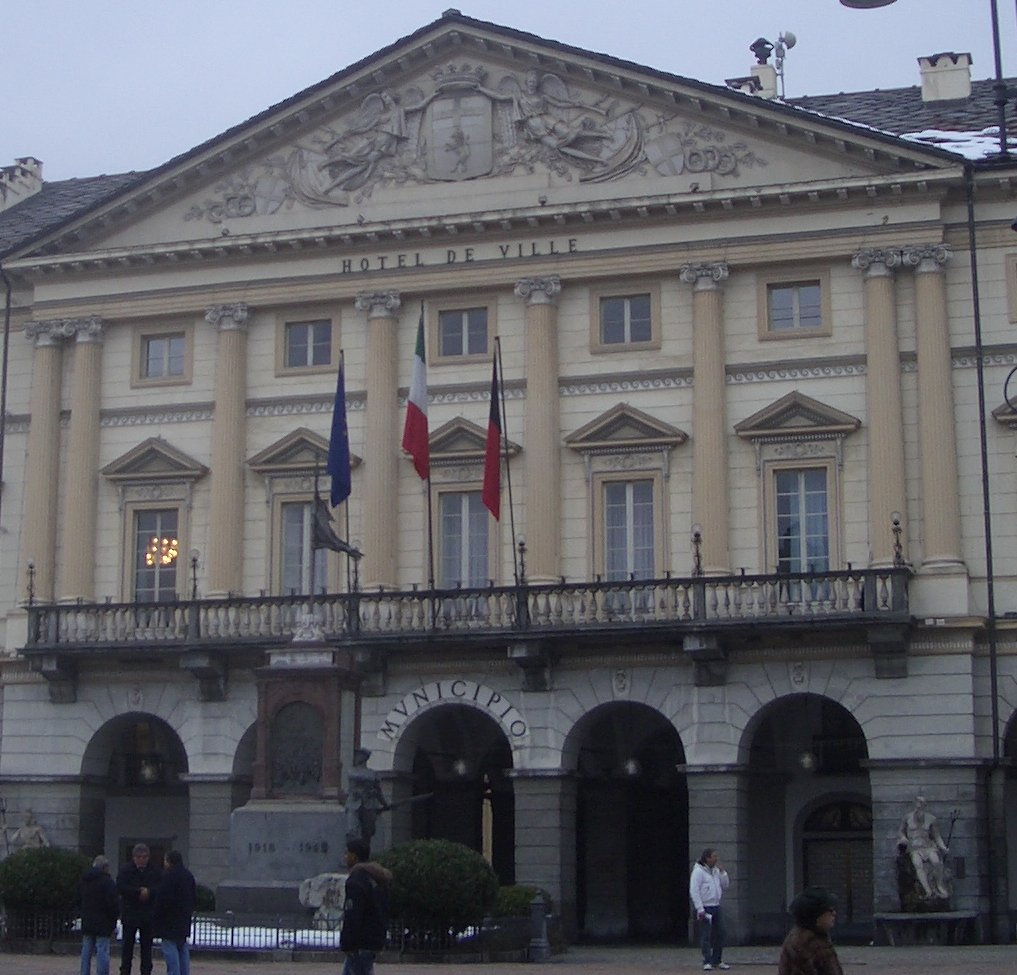
Bilinguisme franco-italien sur la façade de l'hôtel de Ville, place Émile-Chanoux, à Aoste.

La langue française et la langue italienne sont sur un pied d'égalité dans la région italienne de la Vallée d'Aoste à tous niveaux et dans tous les domaines, excepté le domaine judiciaire. La Vallée d'Aoste représente le seul régime de bilinguisme d'Italie visant à ne pas créer des communautés linguistiques séparées, grâce à un système d'apprentissage scolaire égalitaire, la même quantité d'heures d'apprentissage étant consacrée aux deux langues. Les Valdôtains sont censés connaître les deux langues, ce qui constitue la réalité, avec des déséquilibres surtout en faveur de l'italien, sans pourtant qu'aucune situation de monolinguisme ne se vérifie.
Tout au long de l'histoire, en Vallée d'Aoste le français a occupé une position prédominante par rapport au valdôtain, dialecte du groupe francoprovençal.
La langue française jouissant jadis d'une position très forte, la région est depuis 1948 officiellement bilingue.
Le français joue un rôle primaire dans l'activité politique, surtout dans les rapports bilatéraux avec les régions limitrophes francophones, entre autres dans le cadre des projets Interreg, chez les intellectuels valdôtains et dans le milieu culturel en général.
La plupart des Valdôtains ont au XXIe siècle principalement soit le valdôtain, soit l'italien, comme langue maternelle, les natifs francophones constituant une minorité, notamment appartenant à l'élite intellectuelle.

## Histoire

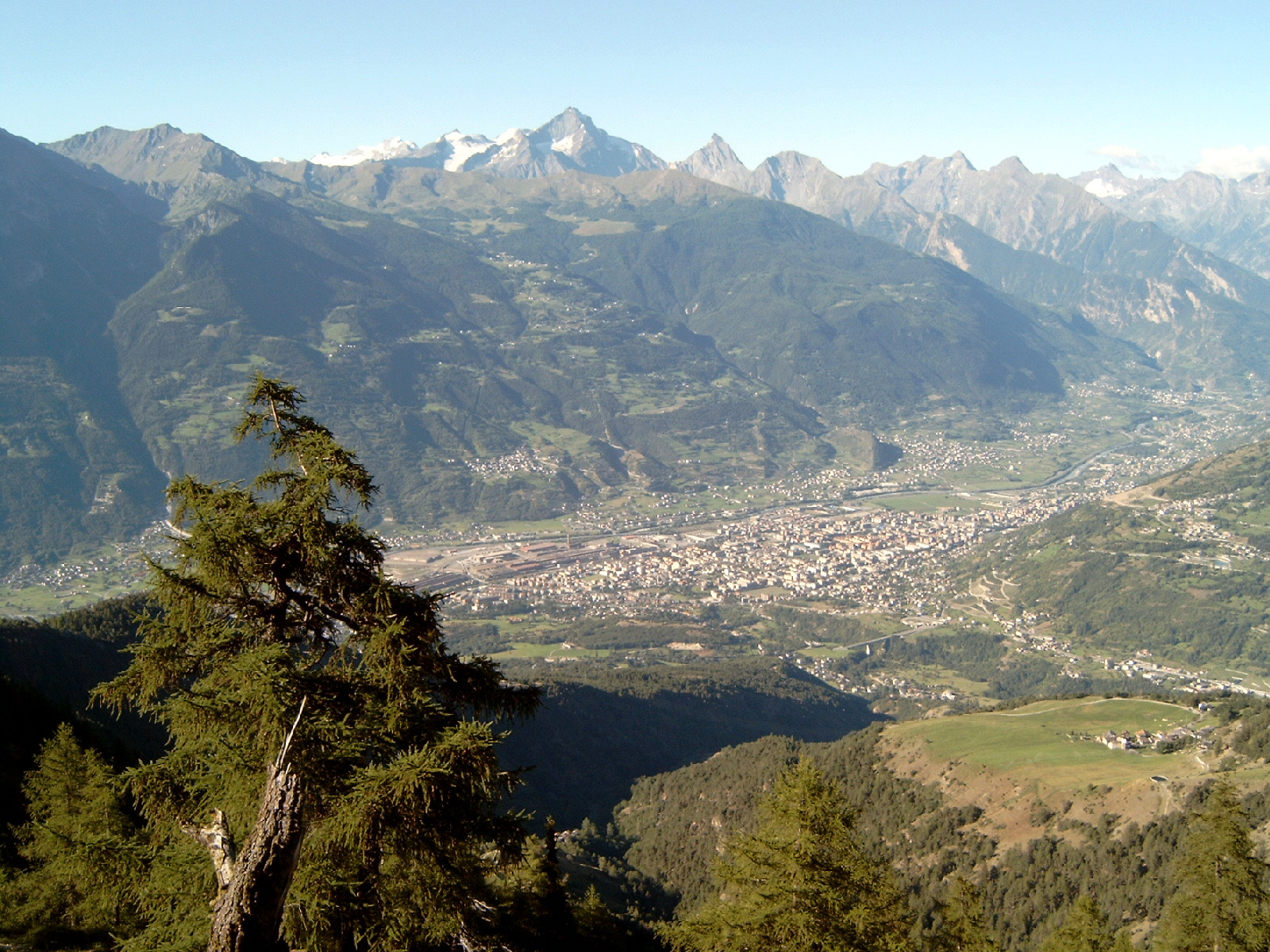
Aoste vue de Saint-Christophe.

C'est à Aoste qu'est rédigé en 1532 le premier acte notarié en français, alors que Paris utilise encore le latin à cette époque. Dans le contexte des États de Savoie, les procès-verbaux officiels de l'Assemblée des États puis du Conseil des Commis passent du latin au français dès 1536, soit trois ans avant la France même, l'ordonnance de Villers-Cotterêts impose d'écrire tous les actes publics en « langue maternelle française »,,.
L'édit de Rivoli, promulgué par Emmanuel-Philibert Ier de Savoie le 22 septembre 1561, confirme le français comme la langue officielle de la Vallée d'Aoste.
« Ayant toujours et de tout tems esté la langue françoise en nostre pais et duché d’Aoste plus commune et generale que point d’aultre et ayant le peuple et sujects dudict pais adverti et accoustumé de parler ladicte langue plus aisement que tout aultre..à cette cause avons voulu par ces présentes dire et déclarer, disons et declarons nostre vouloir estre resolument que audict pais et duché d’Aouste nulle personne quelle qu’elle soit ait à user tant ès procedures et actes de justice que à tout contracts, instruments enquestes et aultres semblables choses, d’aultre langue que françoise à peine de nullité desdicts contracts et procedures... »
Région historiquement francoprovençale (ou arpitane) au sein des États de Savoie puis du royaume de Piémont-Sardaigne, la Vallée d'Aoste ne suivit pas le sort de la Savoie et de Nice, qui furent soumises à plébiscite et annexées à la France en 1860, et resta au sein du nouvel État unitaire italien. Depuis lors, la Vallée d'Aoste n'a cessé de lutter contre les attaques faites à sa culture. La période fasciste fut particulièrement violente avec une politique d'« italianisation » systématique.
L'émigration des Valdôtains de souche, notamment vers la France, surtout vers Paris, et vers Genève (où encore aujourd'hui sont présentes des communautés d'immigrés), unie à l'immigration de Vénitiens et de Calabrais soutenue par le régime fasciste et par l'installation de l'industrie sidérurgique Cogne et l'exploitation des mines de Cogne et de charbon à La Thuile, l'interdiction de la langue française et la fermeture des écoles de hameau contribuèrent à bouleverser durablement cette société montagnarde isolée. Tous les toponymes furent italianisés (Morgex en Valdigna d'Aosta, Chamois en Camosio, Champorcher en Campo Laris, etc.). Un projet similaire pour les patronymes fut arrêté avec la libération de l'Italie et la chute du fascisme. Le français étant banni, la population se rabattit sur la pratique orale du francoprovençal, tolérée par les autorités. Le français était enseigné en cachette, dans la plupart des cas par les curés.
En réaction à ces mesures autoritaires, se constitua un courant de résistance culturel, animé par un jeune juriste, Émile Chanoux. Ce dernier, à la tête de la « Ligue valdôtaine pour la protection de la langue française dans la Vallée d'Aoste » mena une action systématique en faveur de la défense du français (voir, par exemple, les Écrits). Des revendications linguistiques bientôt concomitantes à des revendications fédéralistes.

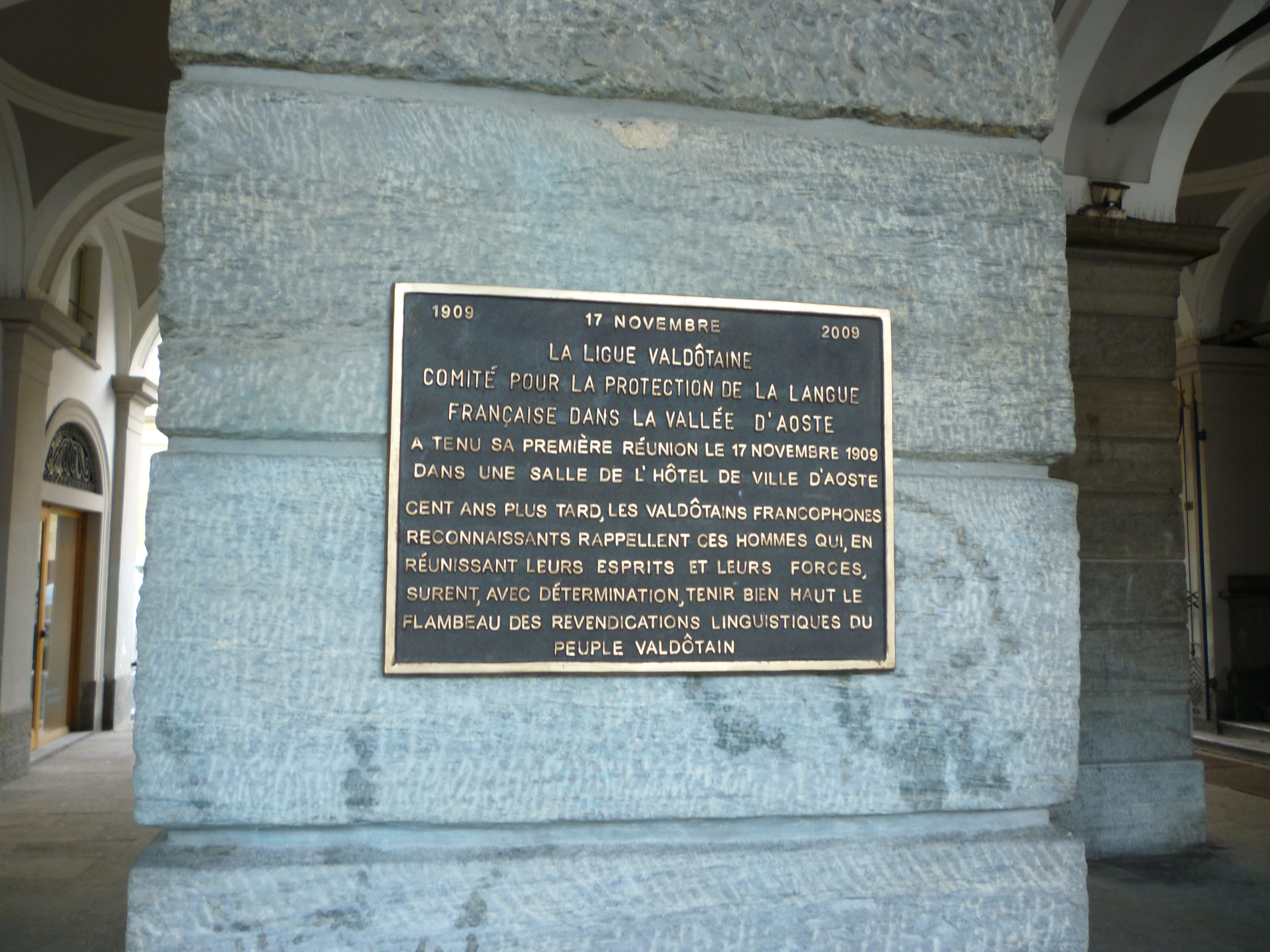
Plaque en souvenir du centenaire de la première réunion de la Ligue Valdôtaine (place Émile-Chanoux, à Aoste).

Réfugié en France, Chanoux retourne en Vallée d'Aoste en 1943, participe à la conférence de Chivasso, au cours de laquelle il précise sa vision politique d'une région valdôtaine sous le régime d'une constitution italienne à la suisse. Il est arrêté le 18 mai 1944 par les autorités fascistes et meurt dans la nuit.
Sensible à la question linguistique, Charles de Gaulle avait envisagé un moment l'annexion de la Vallée d'Aoste à la France, encouragé en cela par un courant favorable au rattachement à la France important parmi les Valdôtains, qui accueillirent le général français à Aoste. Cependant, l'opposition farouche des Américains, doublée par les difficultés saisonnières de passage entre la France et la vallée (les tunnels n'existant pas, les communications auraient été exclues pendant au moins 4 mois par an), conduisirent à l'abandon de ce projet. De Gaulle obtint cependant l'assurance d'un régime d'autonomie pour la vallée,.
L'après-guerre a permis un retour officiel du français avec le statut d'autonomie. Les années 1960 et 1970 avec le développement industriel et touristique ont accéléré la modernisation de la région.

## Le sondage linguistique

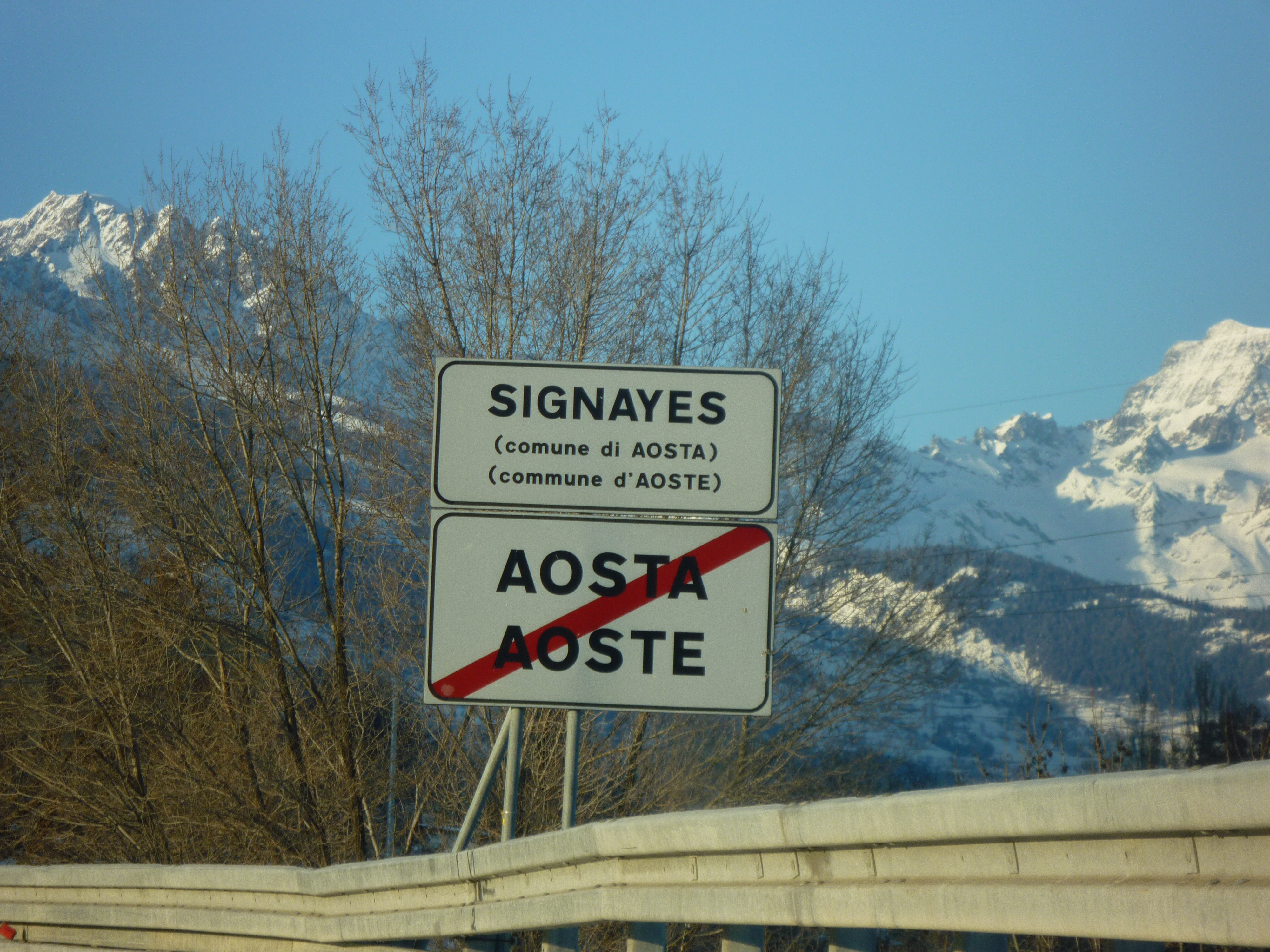
Panneaux bilingues de signalisation routière à Signayes.

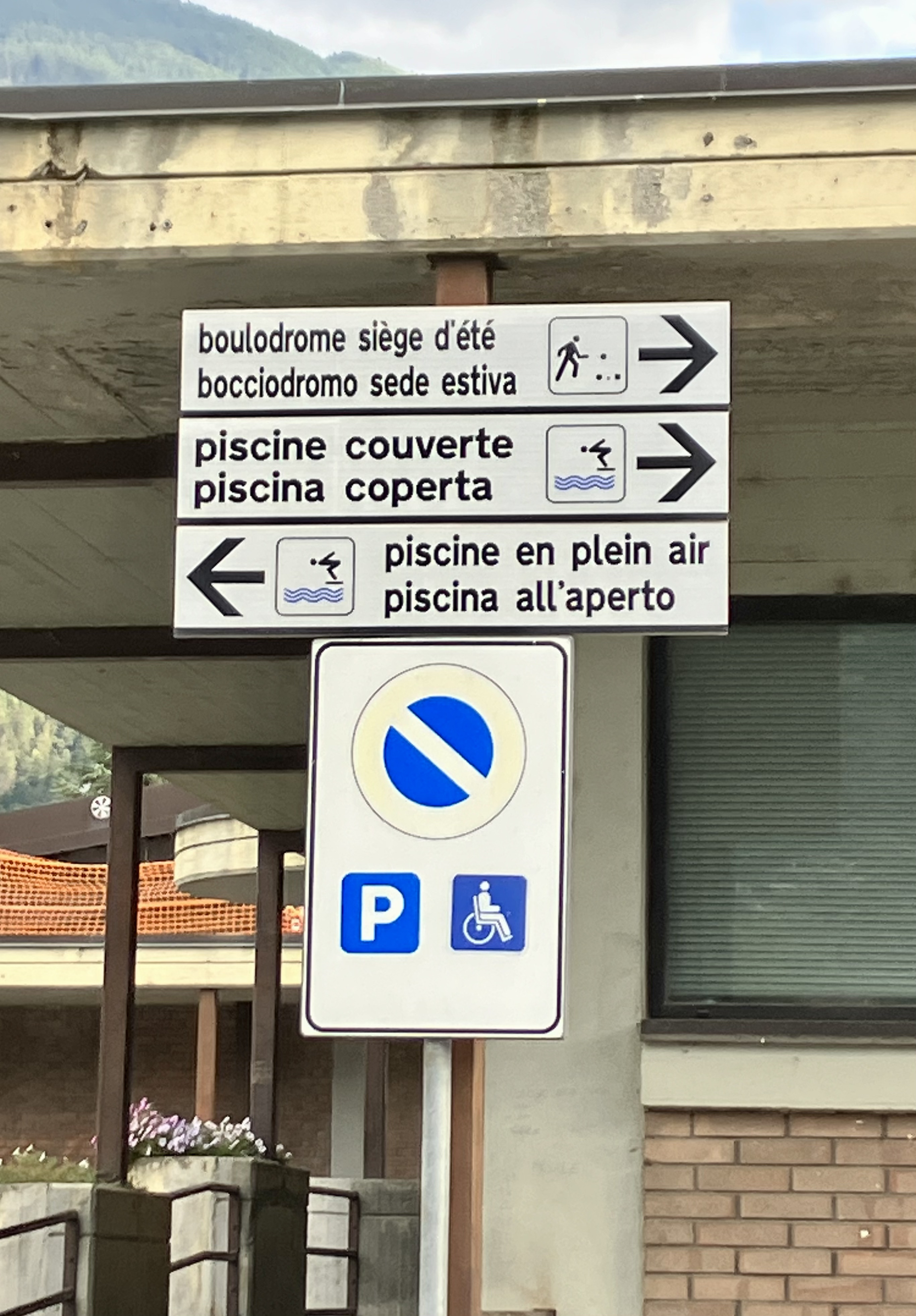
Panneau routier à Chambarlet (Aoste) avec le français avant l'italien.

Selon un sondage réalisé en 2001 par la fondation Émile Chanoux sur la base de 7 250 questionnaires recueillis, l'italien est la langue dominante dans tous les contextes, l'usage du français se limitant au niveau institutionnel et culturel, et l'usage familial du francoprovençal restant stable.
Une étude publiée en 2009 sur la langue maternelle et les compétences linguistiques donne cependant les résultats suivants, relevant une réalité plus homogène :
| langue maternelle | pourcentage |
| ----------------- | ----------- |
| italien           | 71,50 %     |
| francoprovençal   | 16,20 %     |
| français          | 0,99 %      |

| compétences linguistiques | pourcentage |
| ------------------------- | ----------- |
| italien                   | 96,01 %     |
| français                  | 75,41 %     |
| francoprovençal           | 55,77 %     |
| les trois langues         | 50,53 %     |

## Bilinguisme
En 1900, le francoprovençal était la langue maternelle de 92 % de la population de la vallée[réf. nécessaire].

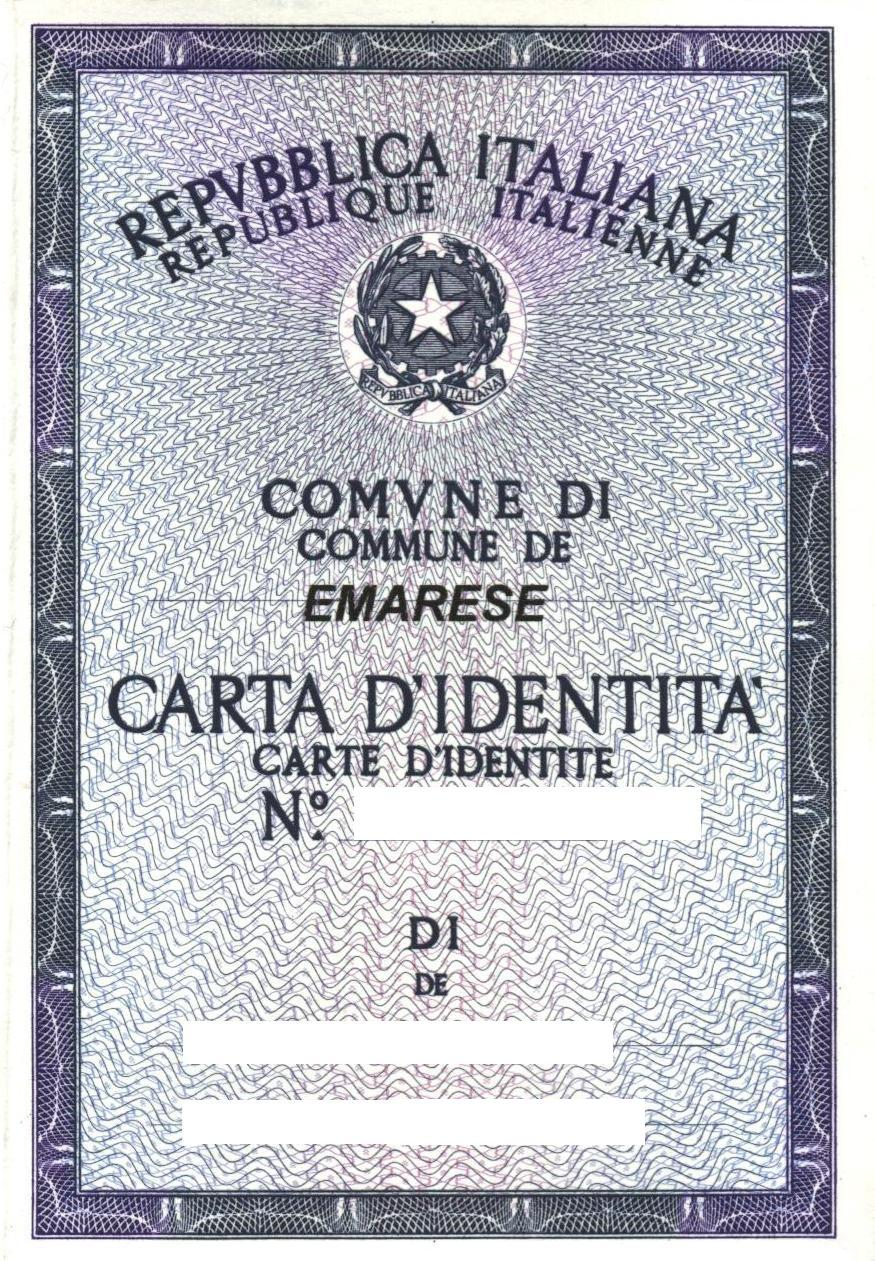
Carte d'identité bilingue italien-français.

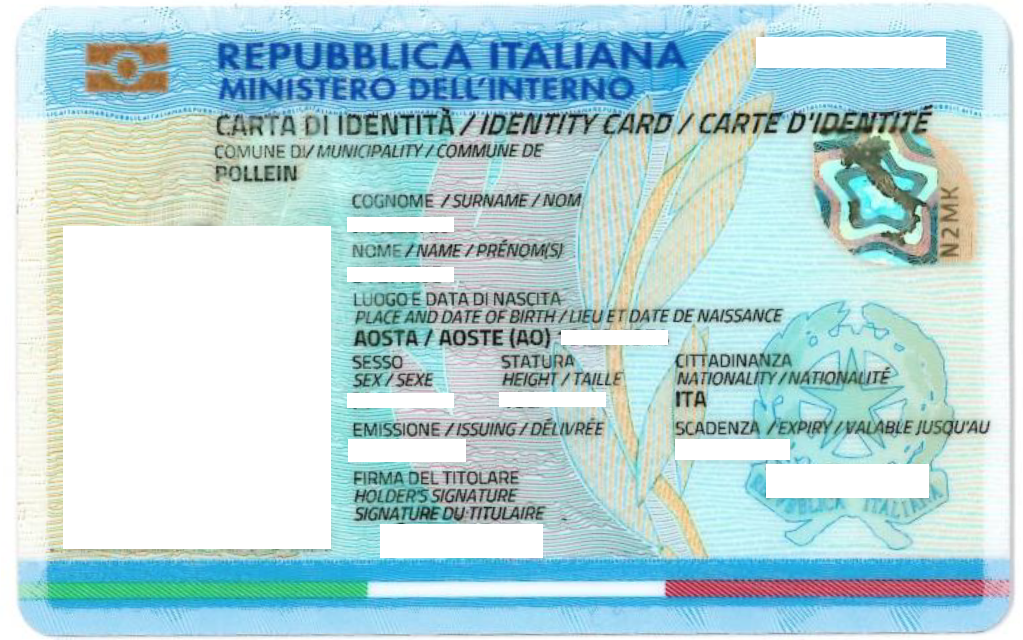
Carte d'identité électronique de la Vallée d'Aoste

La connaissance du français et de l'italien est obligatoire pour travailler dans le secteur public, bien que l'italien soit plus diffusé comme langue de tous les jours, surtout à Aoste et dans les agglomérations majeures. Le patois francoprovençal est dominant dans les vallées latérales et dans certains domaines, tels que l'élevage et l'agriculture, plus strictement liés à la réalité locale.
Le français est aujourd'hui langue seconde, mais n'est langue maternelle ou langue de communication publique que pour une minorité réduite de la population. La vie sociale se déroule principalement en italien, plus rarement en français, et surtout en valdôtain en dehors d'Aoste.
L'adoption du français comme langue minoritaire de l'État italien, par la loi nationale no 482, reflète la volonté d'harmoniser les dispositions nationales avec l'esprit des accords internationaux sur lesquels se fonde la pratique du bilinguisme en Vallée d'Aoste après la fin de la Seconde Guerre mondiale. Sur cette base, le choix de l'usage du français ou de l'italien dans les rapports avec l'administration publique est libre, par conséquent le recrutement de personnel est subordonné à la connaissance active des deux langues. La signalisation routière est bilingue, tandis que les toponymes sont seulement en français, les variantes en italien inventées pendant la période fasciste ayant été abolies après la Seconde Guerre mondiale, excepté pour la ville d'Aoste (en italien : Aosta).

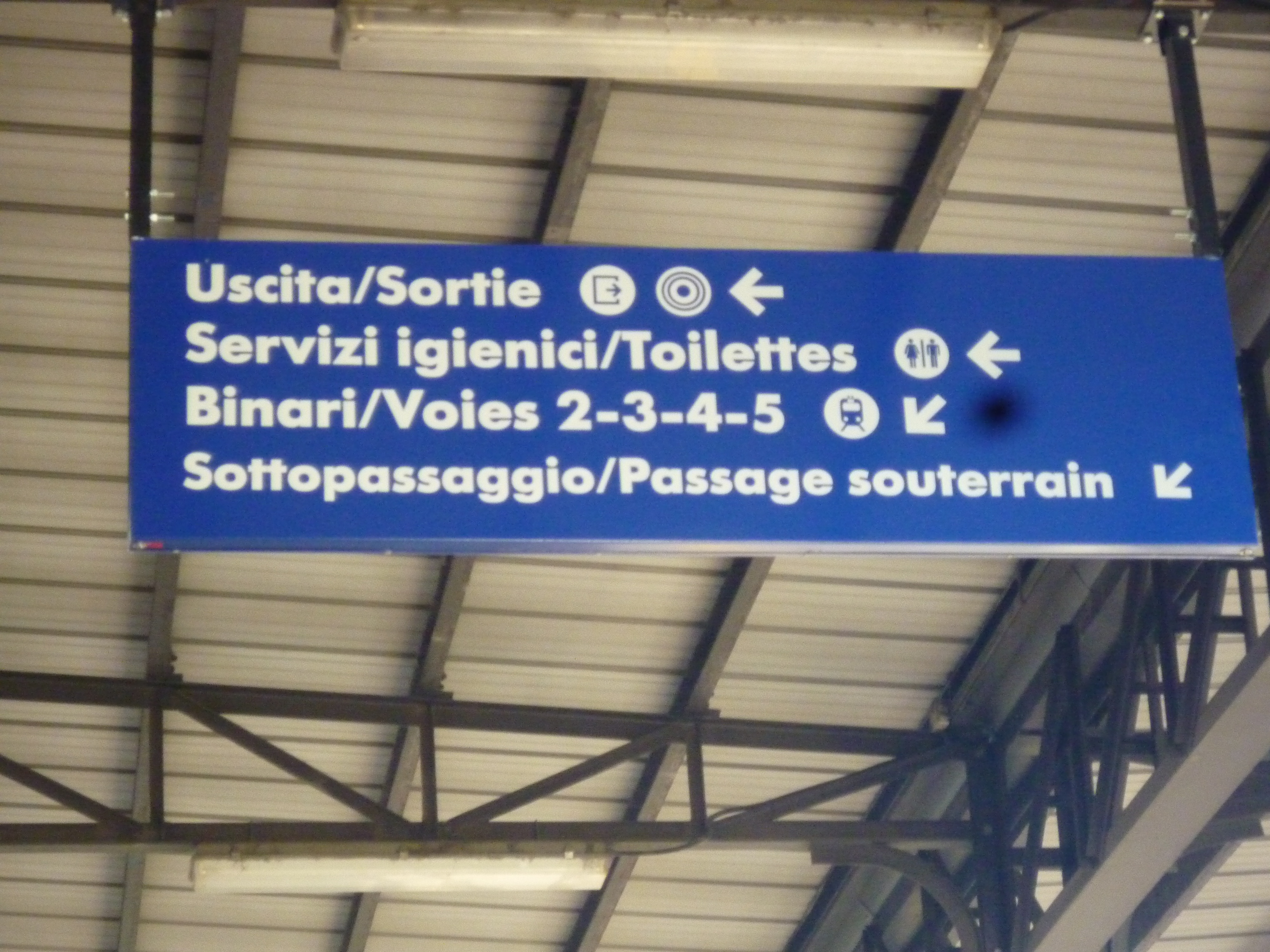
Panneau bilingue à la gare d'Aoste.

## Médias
La Vallée d'Aoste est membre de l'Union de la presse francophone (UPF) en tant que région, ce qui représente un cas unique puisque l'État italien n'y participe pas.
La fonction statutaire et représentative de la langue française favorise notamment le développement médiatique : le quotidien du parti majoritaire (l'Union valdôtaine) Le Peuple valdôtain, est entièrement francophone, ainsi que d'autres magazines ; tous les périodiques régionaux publient des nouvelles aussi bien en français qu'en italien ; des émissions radio et télévisées en français sont proposées quotidiennement, et les maisons d'édition valdôtaines promeuvent la publication d'ouvrages en français et en francoprovençal d'auteurs locaux.
Il ne faut entre autres oublier l'influence exercée par les médias francophones étrangers, en particulier de canaux radiophoniques et de chaînes de télévisions (notamment France 2 et RTS Un), régulièrement captées en Vallée d'Aoste à l'aide de relais de télévision installés sur les montagnes selon des accords internationaux. La presse quotidienne, aussi bien que les magazines et les revues françaises et suisses peuvent être achetées dans les kiosques à Aoste à un prix nettement inférieur que dans le reste d'Italie.

## Bilinguisme dans le système éducatif

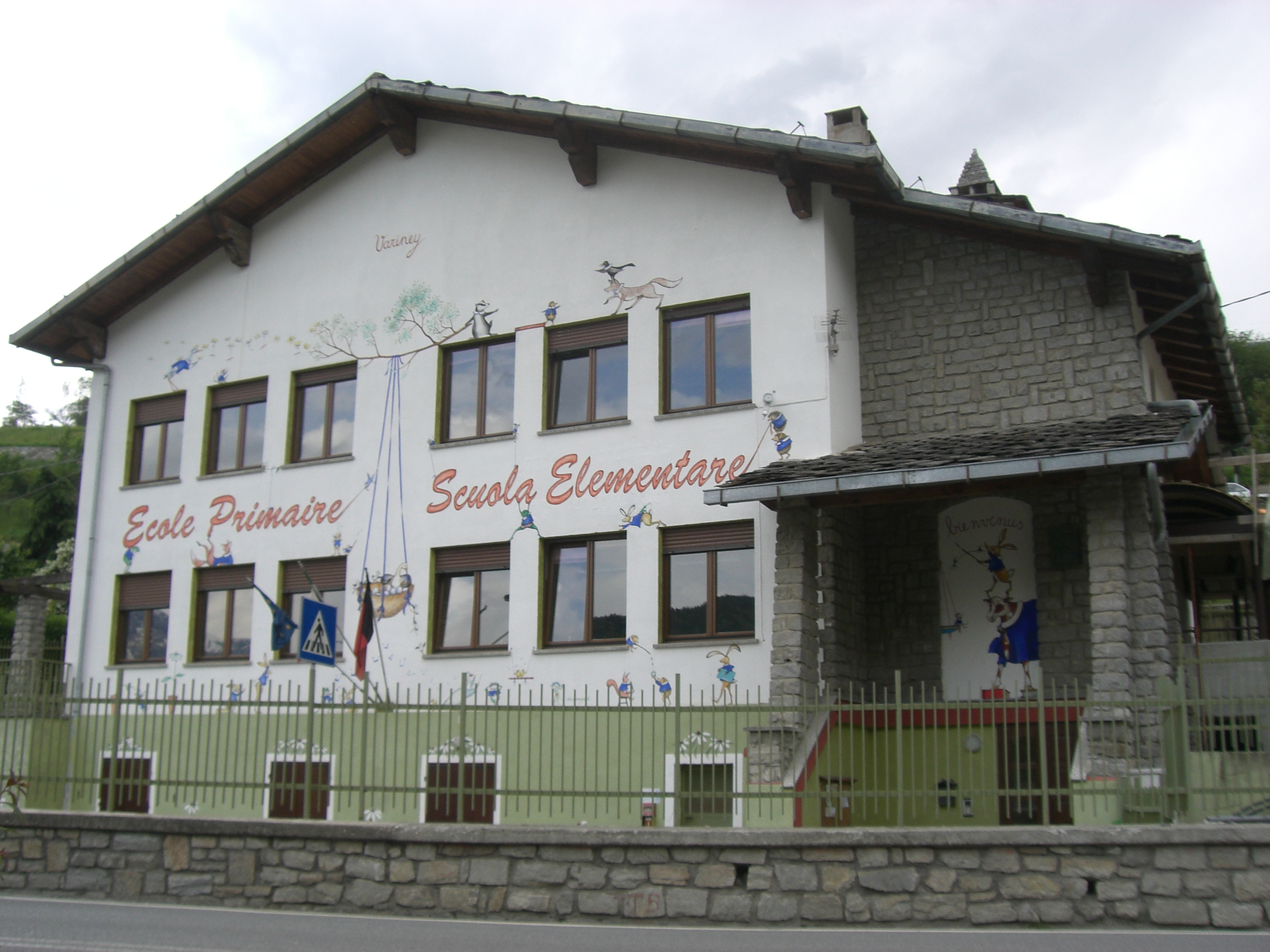
L'école primaire à Variney, dans la commune de Gignod

Dans le domaine scolaire, le décret législatif nº365 du 11 novembre 1946 (art.2) indique qu'il est obligatoire de connaître le français pour pouvoir enseigner dans les écoles valdôtaines. Selon les Statuts d'autonomie, en Vallée d'Aoste les langues française et italienne doivent être enseignées la même quantité d'heures (art.39), tandis que les autres matières peuvent être enseignées dans l'une ou dans l'autre langue. L'art.40 des Statuts autorise la Région autonome à adopter les normes et les programmes nationaux concernant l'enseignement des matières en langue française. Le décret du Président de la République nº861 du 31 octobre 1975 (art.5) précise qu'il faut réussir un examen de pleine connaissance du français, pour les italophones, ou bien de langue italienne pour les francophones. La loi italienne nº196 du 16 mai 1978 définit les modalités d'adaptation des programmes nationaux à l'enseignement des différentes matières en français et précise que les membres des jurys nationaux doivent connaître la langue française.
Le lycée technique et professionnel commercial et pour géomètres de Châtillon propose un Bac STT italo-français.
Au niveau de l'examen d'État (baccalauréat), les Valdôtains ont une quatrième épreuve en français (de français) similaire à celle qu'ils passent en italien.
En 2000, l'université de la Vallée d'Aoste a été fondée, mais seuls les cours pour devenir instituteur et en économie du tourisme sont bilingues. Les autres disciplines sont dispensées en italien. Un cours obligatoire de français et de culture francophone est cependant au programme.

### Enseignement trilingue dans la vallée du Lys
Les écoliers de la vallée du Lys, d'origine walser, qui parlent un dialecte alémanique, bénéficient d'un enseignement de la langue allemande et d'un régime de protection spécial de leur dialecte, qui a été récemment inséré dans le programme d'études des écoles maternelle et primaire.